# Вівсянка-інка маскова
Вівсянка-інка маскова (Incaspiza personata) — вид горобцеподібних птахів родини саякових (Thraupidae). Ендемік Перу.

## Опис
Довжина птаха становить 16,5-18 см, вага 29,5-33 г. Забарвлення переважно темно-сіре, крила темно-рудувато-коричневі. На обличчі чорна "маска". Дзьоб і лапи жовтувато-оранжеві.

## Поширення і екологія
Маскові вівсянки-інки мешкають в басейні річки Мараньйон на північному заході Перу, від Кахамарки до Анкаша, місцями також на західних схилах Кордильєри-Бланка. Вони живуть в сухих високогірних чагарникових заростях та серед скель. Зустрічаються на висоті від 1800 до 3000 м над рівнем моря.